# Fletcher Island, Nunavut
Fletcher Island är en ö i Kanada.   Den ligger i territoriet Nunavut, i den östra delen av landet, 2 000 km norr om huvudstaden Ottawa. Arean är 24,9 kvadratkilometer.
Terrängen på Fletcher Island är platt. Öns högsta punkt är 229 meter över havet. Den sträcker sig 8,6 kilometer i nord-sydlig riktning, och 7,0 kilometer i öst-västlig riktning.
Trakten runt Fletcher Island består i huvudsak av gräsmarker.